# Jimmy Demaret
James Newton (Jimmy) Demaret (Houston, 24 mei 1910 – aldaar, 28 december 1983) was een Amerikaans golfprofessional. Hij won 31 golftoernooien op de PGA Tour waarvan drie Majors. Hij was de eerste golfer die drie keer de Masters won.
In 1947 won Demaret de Vardon Trophy en op het einde van het golfseizoen van de PGA Tour stond hij op de eerste plaats voor het verzamelen van het totale prijzengeld. In 1983 werd Demaret opgenomen op de World Golf Hall of Fame.

## Erelijst
PGA Tour
- 1938 (1) San Francisco Match Play
- 1939 (1) Los Angeles Open
- 1940 (6) Oakland Open, Western Open, New Orleans Open, St. Petersburg Open, Masters Tournament, San Francisco Match Play
- 1941 (1) Inverness Invitational Four-Ball (with Ben Hogan)
- 1946 (3) Tucson Open, Miami International Four-Ball (with Ben Hogan), Inverness Invitational Four-Ball (with Ben Hogan)
- 1947 (6) Tucson Open, St. Petersburg Open, Masters Tournament, Miami Open, Miami International Four-Ball (met Ben Hogan), Inverness Invitational Four-Ball (with Ben Hogan)
- 1948 (3) Albuquerque Open, St. Paul Open, Inverness Invitational Four-Ball (met Ben Hogan)
- 1949 (1) Phoenix Open
- 1950 (3) Ben Hogan Open, Masters Tournament, North Fulton Open
- 1952 (2) Bing Crosby Pro-Am, National Celebrities Open
- 1956 (1) Thunderbird Invitational
- 1957 (3) Thunderbird Invitational, Baton Rouge Open Invitational, Arlington Hotel Open

Major Championships worden aangeduid in vet.
Overige
- 1941 Argentijns Open, Connecticut Open
- 1943 Michigan PGA Championship, Golden Valley Four-Ball (met Craig Wood)
- 1961 Canada Cup (met Sam Snead)

### Majors
| Jaar | Toernooi           | Score           | Score | Info              |
| ---- | ------------------ | --------------- | ----- | ----------------- |
| 1940 | Masters Tournament | 67-72-70-71=280 | –8    | Eerste Major-zege |
| 1947 | Masters Tournament | 69-71-70-71=281 | –7    |                   |
| 1950 | Masters Tournament | 70-72-72-69=283 | –5    |                   |

## Teamcompetities
Professional ( USA)
- Ryder Cup: 1947 (winnaars), 1949 (winnaars), 1951 (winnaars)
- Canada Cup: 1954, 1957, 1959, 1961 (winnaars)